# Institut national de recherches archéologiques préventives
Das Institut national de recherches archéologiques préventives (Abkürzung: Inrap) ist eine 2001 geschaffene französische Einrichtung, die auf Grund der Malta-Konvention geschaffen wurde. Sie hat am 1. Februar 2002 die Arbeit als präventiv-archäologischer Dienst des Landes aufgenommen. Ihr Vorgänger war die Association pour les fouilles archéologiques nationales. Die Einrichtung ist dem Ministerium für Kultur und dem Forschungsministerium nachgeordnet und wird seit 2016 von Dominique Garcia geleitet.

## Vorgehen
Durch den archäologischen Dienst der jeweiligen Region wird ein Vorhaben angehalten, falls der bodendenkmalpflegerische Verdacht besteht, dass sich archäologische relevante Spuren im Boden befinden. Inrap wird sodann bis maximal 10 % der Fläche sondieren, um den Verdacht zu überprüfen. Der Bericht mit allen relevanten Daten wird sodann an den regionalen archäologischen Dienst übermittelt. Der Vorhabenträger finanziert diese Überprüfung, ggf. nimmt Inrap auch die sog. Rettungsgrabung vor.

## Struktur
Geleitet wird Inrap durch einen Präsidenten, der durch den Präsidenten der Republik Frankreich ernannt wird. Ihm steht ein Generaldirektor für die Verwaltung zur Seite. Der Verwaltungsrat, ein Gremium, das aus Ministeriumsvertretern, Gemeindevertretern und Mitgliedern der Zivilgesellschaft zusammengesetzt wird, wird durch einen wissenschaftlichen Beirat unterstützt.

## Präsidenten
- Jean-Paul Demoule (2001–2008)
- Jean-Paul Jacob (2008–2014)
- Dominique Garcia (seit 2016)